# Kyphopteryx
Kyphopteryx is een geslacht van steenvliegen uit de familie vroege steenvliegen (Taeniopterygidae). De wetenschappelijke naam van het geslacht is voor het eerst geldig gepubliceerd in 1947 door Kimmins.

## Soorten
Kyphopteryx omvat de volgende soorten:
- Kyphopteryx brodskii (Zhiltzova, 1972)
- Kyphopteryx dorsalis Kimmins, 1947
- Kyphopteryx pamirica Zhiltzova, 1972